# 970 (szám)
A 970 (római számmal: CMLXX) egy természetes szám, szfenikus szám, a 2, az 5 és a 97 szorzata.

## A szám a matematikában
A tízes számrendszerbeli 970-es a kettes számrendszerben 1111001010, a nyolcas számrendszerben 1712, a tizenhatos számrendszerben 3CA alakban írható fel.
A 970 páros szám, összetett szám, azon belül szfenikus szám, kanonikus alakban a 21 · 51 · 971 szorzattal, normálalakban a 9,7 · 102 szorzattal írható fel. Nyolc osztója van a természetes számok halmazán, ezek növekvő sorrendben: 1, 2, 5, 10, 97, 194, 485 és 970.
Hétszögszám.
A 970 négyzete 940 900, köbe 912 673 000, négyzetgyöke 31,14482, köbgyöke 9,89898, reciproka 0,0010309. A 970 egység sugarú kör kerülete 6094,68975 egység, területe 2 955 924,528 területegység; a 970 egység sugarú gömb térfogata 3 822 995 722,6 térfogategység.